# Riserva naturale orientata Oasi Faunistica di Vendicari
La Riserva naturale orientata Oasi Faunistica di Vendicari (in siciliano Vinnìcari) è un'area naturale protetta sita all'interno del libero consorzio comunale di Siracusa, precisamente tra Noto e Marzamemi. Particolarmente importante per la presenza di pantani che fungono da luogo di sosta nella migrazione degli uccelli. Prevista da una legge della Regione Siciliana del 1981, la riserva è stata ufficialmente istituita con D.A. del 14 marzo 1984, ed è stata resa effettivamente fruibile nel 1989. È gestita dal Dipartimento Regionale dello Sviluppo Rurale e territoriale già Azienda Foreste Demaniali della regione Siciliana.
È anche zona umida di "importanza internazionale" ai sensi della convenzione di Ramsar, riconosciuta con decreto del 20 ottobre 1984 dell'allora Ministro dell'agricoltura e delle foreste Filippo Maria Pandolfi.

## Storia
All'interno della Riserva la storia umana mostra una lunga permanenza. Vi sono diversi insediamenti archeologici e architettonici che testimoniano la vita dell'uomo in questi luoghi sin dall'epoca greca. È possibile trovare infatti le tracce di vasche-deposito di un antico stabilimento per la lavorazione del pesce di età ellenistica, accanto alle quali si è scoperta anche una piccola necropoli.

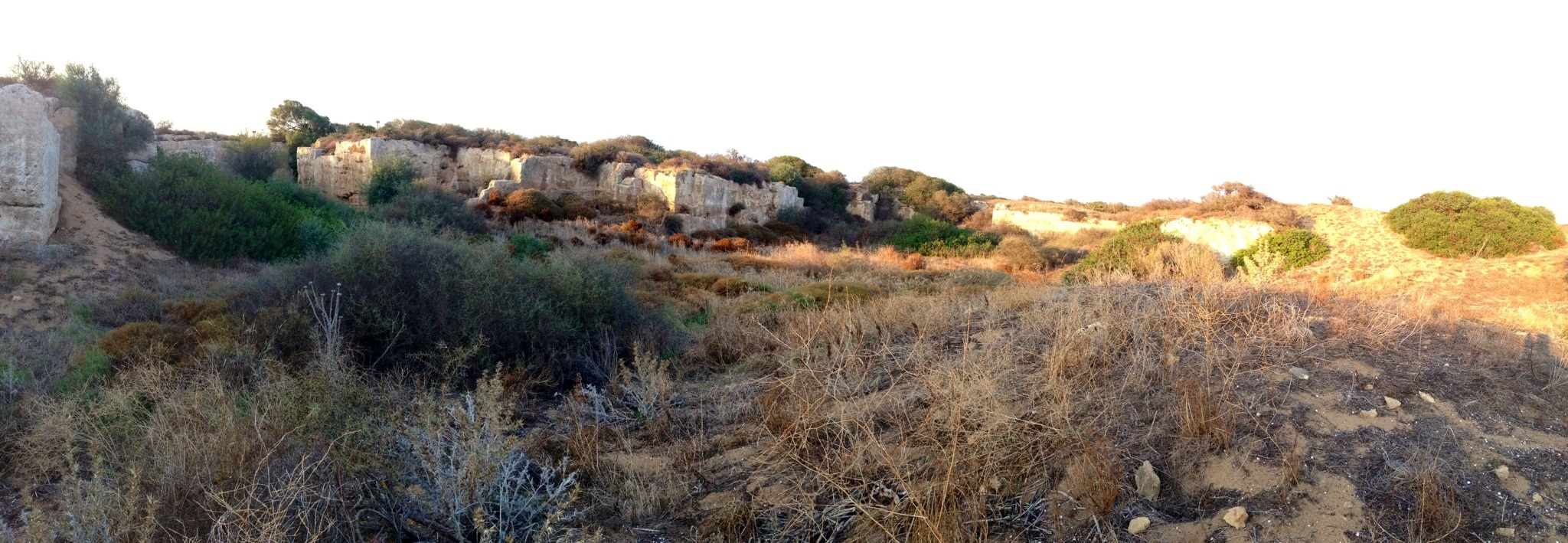
Latomia di Vendicari, V sec a.C.

In epoca bizantina (sino al VI secolo d.C.) l'area venne abitata a sud con la presenza di una chiesa diverse catacombe e abitazioni. La pericolosità delle coste indusse gli abitanti all'abbandono del sito per le aree interne come Pantalica.
La Torre Sveva, costruita probabilmente da Pietro d'Aragona, conte di Alburquerque e duca di Noto (1406-1438), nonché fratello di Alfonso V d'Aragona, re di Spagna e Sicilia (1416-1458) testimonia l'interesse strategico dell'area per la difesa della costa. Poco lontano vi è la tonnara di Vendicari, un edificio in disfacimento che conserva ancora in buone condizioni la ciminiera, oltre a vari stabilimenti e alle case dei pescatori: la tonnara fu costruita nel Settecento: nel periodo di massima espansione ebbe 40 dipendenti, tra cui due rais (il primo di Avola e il suo vice di Pachino). Smise la sua attività nel 1943.
Le saline di Vendicari ebbero importanza economica per lungo tempo, certamente a supporto della tonnara per la conservazione del pesce. I primi impianti risalgono al XV secolo e, a tutt'oggi, ne restano vestigia sul Pantano Grande.

## Territorio

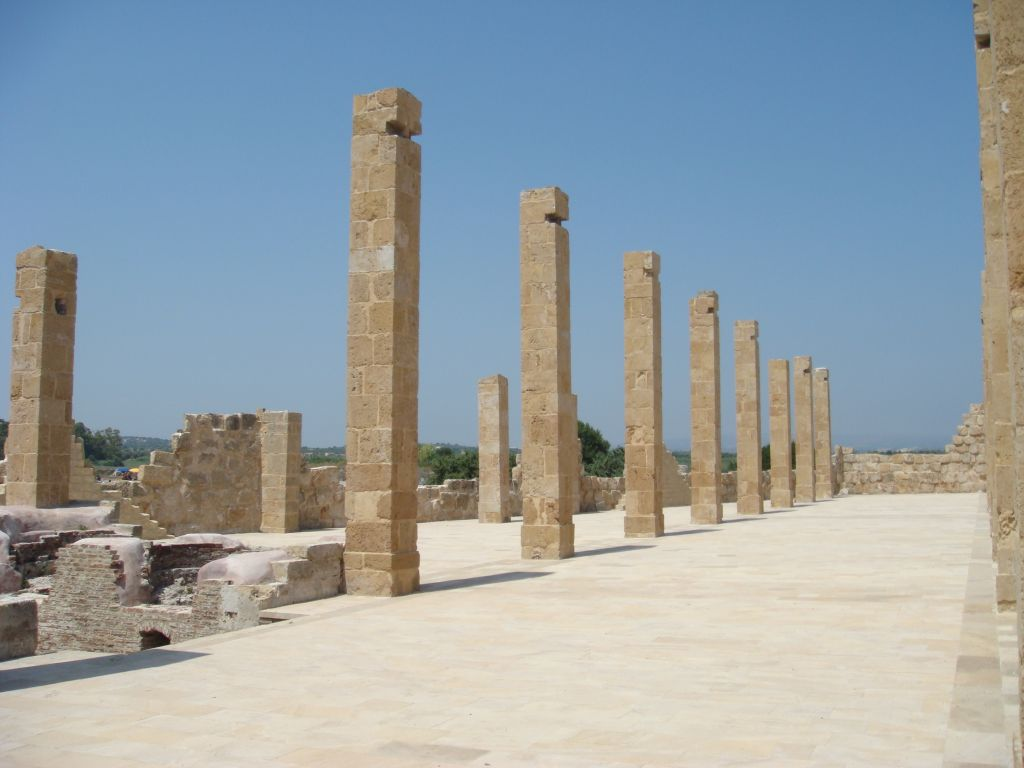
Tonnara di Vendicari

La Riserva di Vendicari si estende per circa 1512 ettari, di cui 575 in zona A e 937 in zona B (la cosiddetta preriserva), a sua volta divisa in zona B1, dedicata all'agricoltura (agrumeti, uliveti, vigneti e orti riparati da tomboli di sabbia o roccia) per 701 ettari, e B2, dedicata, per la restante parte, a strutture per il turismo e lo sport. Si trova in una stretta fascia costiera acquitrinosa, di fondamentale importanza per le specie di uccelli migratori. Infatti la presenza dei vasti pantani dall'elevata salinità ha contribuito alla creazione di un ecosistema che è punto di riferimento per gli uccelli che, provenienti dall'Africa (distante 350 km circa in linea d'aria), sostano qui numerosi prima di raggiungere le mete migratorie in tutta Europa. In effetti, l'area della riserva si trova ad una latitudine inferiore a quella di Tunisi.
La riserva è una zona umida costiera di alto valore biologico per la presenza di biotopi differenti: costa rocciosa, costa sabbiosa, macchia mediterranea, pantani (salmastri e d'acqua dolce), saline, garighe e aree coltivate.
I pantani Piccolo, Grande, Roveto e i due minori (Sichilli e Scirbia, collegati al solo Roveto) sono separati l'uno dall'altro solo da poche decine di metri: essi rappresentano il fulcro della riserva. Tra i tre, solo il Pantano Piccolo non si prosciuga mai, neppure nei periodi di siccità, e ciò grazie alla presenza di sorgenti di acqua salmastra. Pantano Roveto è, invece, il più esteso (1,24 km²) e la foce che lo collega al mare è solitamente interrata. La profondità media dei tre pantani principali è di 30-40 cm, mentre la massima è di 1-2 m.
Quattro sono gli accessi alla riserva: uno in zona Eloro (il più a nord), uno in zona Calamosche, l'ingresso principale all'altezza della Torre Sveva e, infine, quello di Cittadella dei Maccari (sede dell'insediamento bizantino di cui resta un tempietto e la necropoli).
La riserva è ricca di spiagge: a nord quella di Eloro, con accanto la spiaggia di Marianelli, Calamosche, la spiaggia di Vendicari (nei pressi della tonnara) e a sud la spiaggia di San Lorenzo.

## Flora

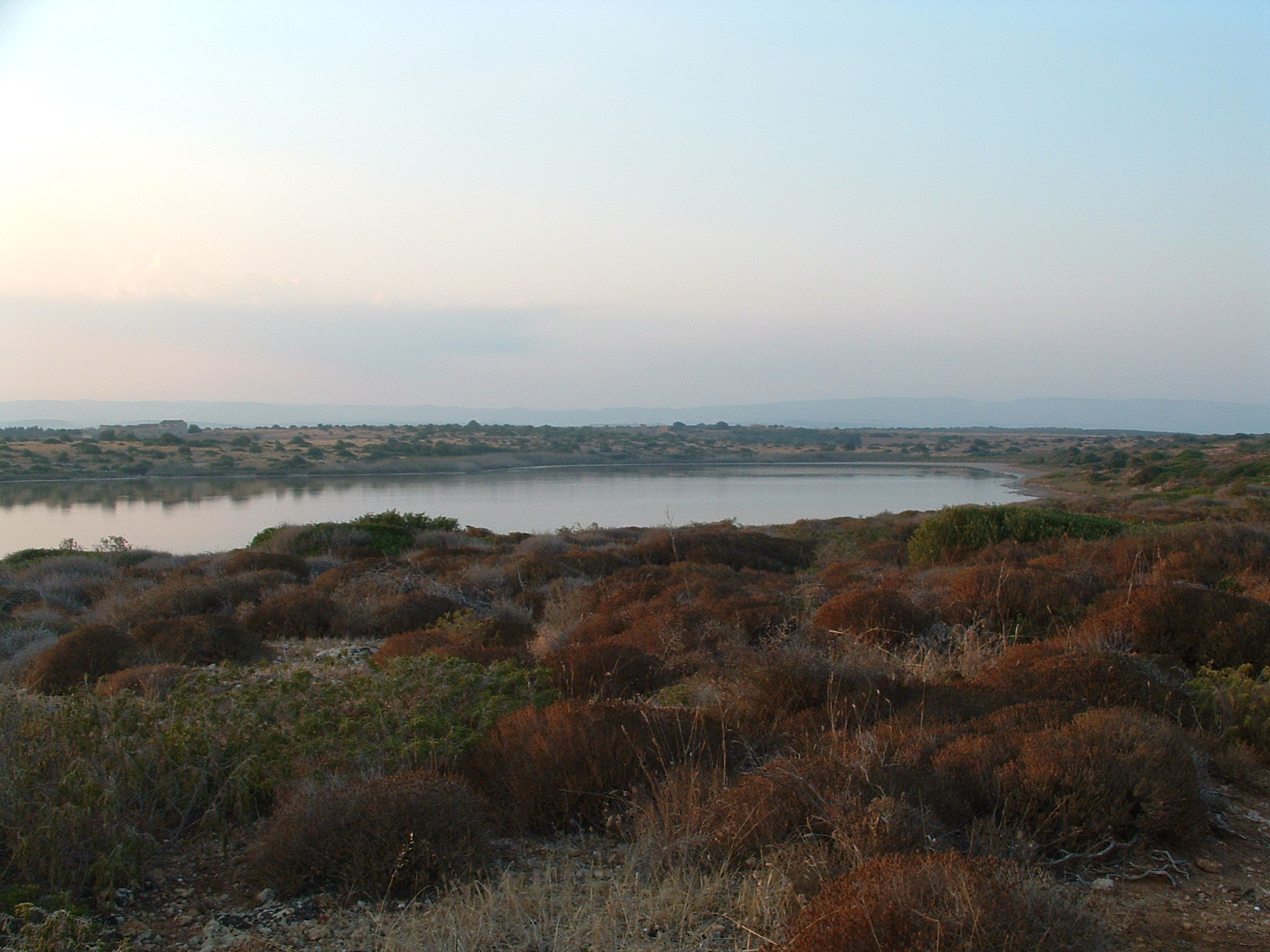
Il Pantano Grande

Le caratteristiche dell'ecosistema della riserva di Vendicari hanno favorito una molteplice vegetazione.
Vendicari, in quanto "zona umida costiera", è ricca di acque, ma ad alto tenore di salinità. Pertanto nei suoi ecosistemi possono vivere solo quegli organismi vegetali e animali in grado di adattarsi a tale ambiente.
Le piante alofite (che si adattano, cioè, a terreni ad alta concentrazione di sale) si sono sviluppate in modo da eliminare i sali in eccesso, le succulente accumulano nei tessuti riserve d'acqua dolce; altre piante come il ginepro, le tamerici e le salicornie con la riduzione delle superfici fogliari minimizzano la traspirazione e la perdita d'acqua.
La fascia costiera di Vendicari è un continuo alternarsi di tratti sabbiosi e tratti rocciosi. Di conseguenza, la vegetazione presenta una corrispondente alternanza tra associazioni di piante rupicole ed associazioni di piante psammofile (amanti della sabbia).

### Vegetazione dei tratti rocciosi
Nei tratti rocciosi (come quello di Capo Cittadella, a sud della riserva), procedendo dal mare verso l'interno, riscontriamo le seguenti stratificazioni di specie:

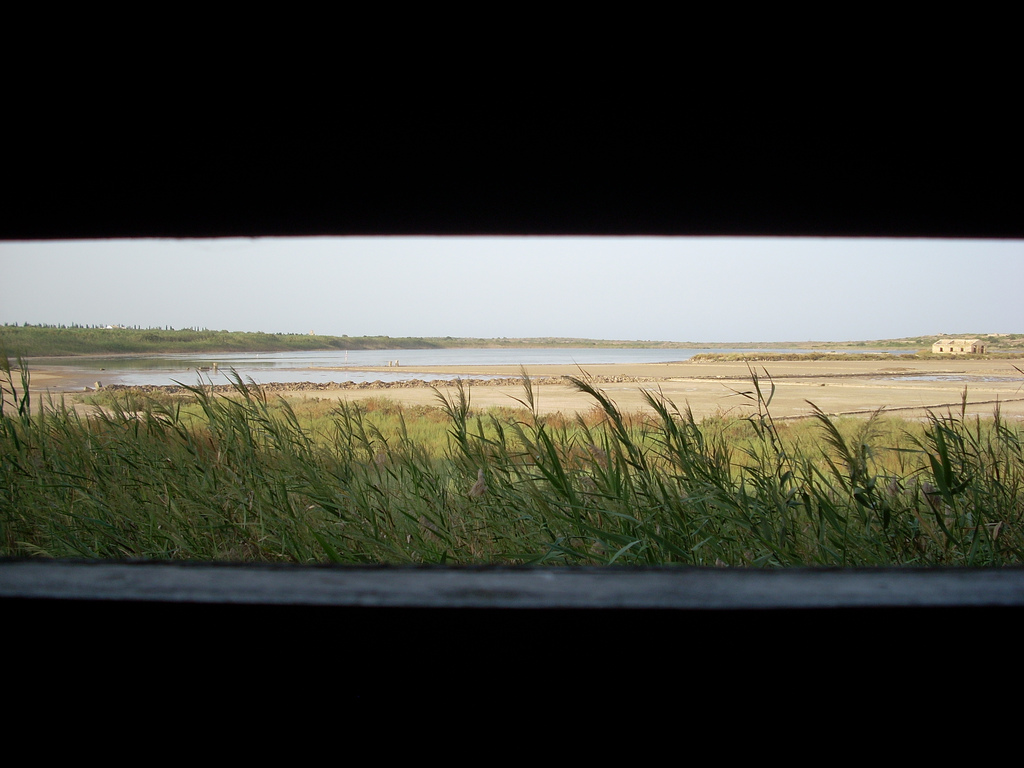
Pantano di Vendicari da una delle postazioni di "bird watching"

- Fascia alofilo-rupestre (Classe Crithmo-Limonietea; Associazione Limonietum syracusani; dai 2 ai 10 m di ampiezza):
  - finocchio di mare (Crithmum maritimum)
  - cicoria spinosa (Cichorium spinosum), nella sua unica stazione italiana
  - Limonium syracusanum
  - Limonium virgatum (o oleifolium)
- Stretta fascia a gariga:
  - cespugli di timo (Thymus capitatus)
  - spinaporci (Sarcopoterium spinosum)
  - palma nana (Chamaerops humilis)
  - spazzaforno (Thymelaea hirsuta)
  - camedrio femmina (Teucrium fruticans)
  - giaggiolo bulboso (Iris planifolia)
  - Prasium majus
  - molte specie di orchidee
- Fascia cespugliosa:
  - mandragora (Mandragora autumnalis)
- Stretta fascia di gariga, a macchia mediterranea (associazione Mirto-Lentiscetum):
  - lentisco (Pistacia lentiscus)
  - oleastro (Olea europaea sylvestris)
  - fillirea (Phillyrea angustifolia)
  - mirto (Myrtus communis)
  - scilla marina (Urginea maritima)
  - palma nana (Chamaerops humilis)
- Fascia alofilo-igrofila (discendendo verso l'interno e la costa del pantano):
  - Arthrocnemum glaucum
  - Juncus subulatus
  - Salicornia fruticosa
  - Salicornia radicantis
  - Triglochin bulbosum
  - Hordeum maritimum (o marinum)
  - Limonium serotinum
  - Hyparrhenia hirta
  - Lotus edulis
  - Stipa retorta
  - Trifolium stellatum
  - Moraea sisyrinchium
  - Suade vera
- Vegetazione sommersa nei pantani (inondata per lunghi periodi dell'anno):
  - Ruppia maritima
  - Potamogeton pectinatus
  - Lamprothanium papulosum
- Vegetazione delle rive interne dei pantani (proseguendo verso ovest):
  - Scirpus spp.
  - Carex spp.
  - Juncus spp.
  - cannuccia di palude (Phragmites australis)
  - canna domestica (Arundo donax)

Questa ultima fascia segna il confine tra la riserva e la preriserva, con aree destinate a scopi agricoli.

### Vegetazione dei tratti sabbiosi

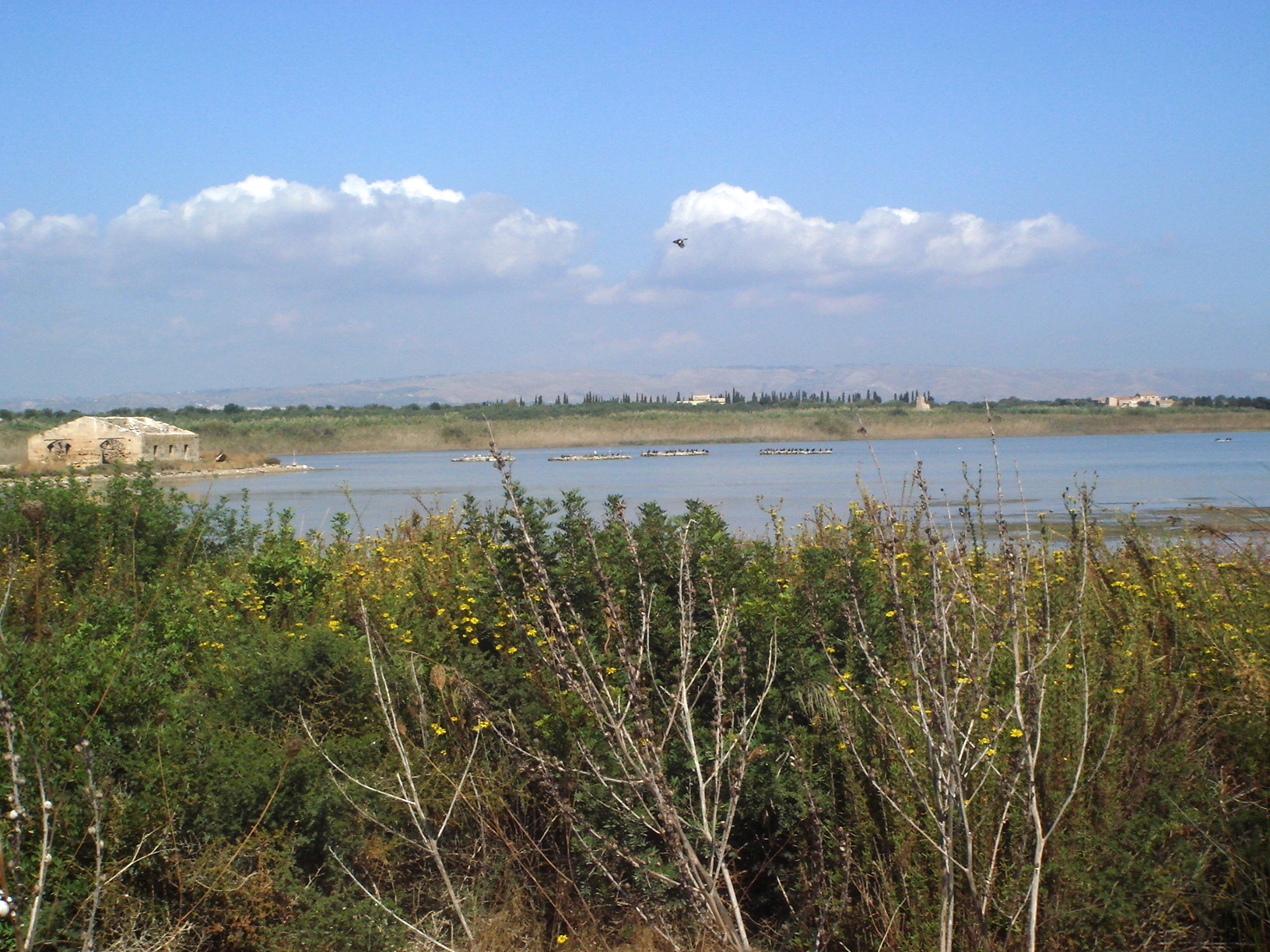

Nei tratti di costa sabbiosa più vicino al mare (come nella sequenza di Pantano Roveto) troviamo:
- Striscia afitoica (spiaggia)
- Vegetazione psammofila effimera
  - Cakile maritima
  - Salsola kali
  - Euphorbia peplis
  - Potygonum maritimum
- Fascia di grosse graminacee rizomatose (consolidano le dune ed hanno quindi un importante valore ambientale):
  - Elymus farctus
  - Sporobolus arenarius
  - Eryngium maritimum
  - Echinophora spinosa
  - Cyperus capitatus
  - Cutandia maritima
  - Ammophila arenaria arundinacea
  - Medicago marina
  - Larenea resedifolia
  - Pancratium maritimum
- Macchia a Juniperus macrocarpa (ginepro coccolone) (in posizione più riparata rispetto al mare), con una ricca corte di altre essenze:

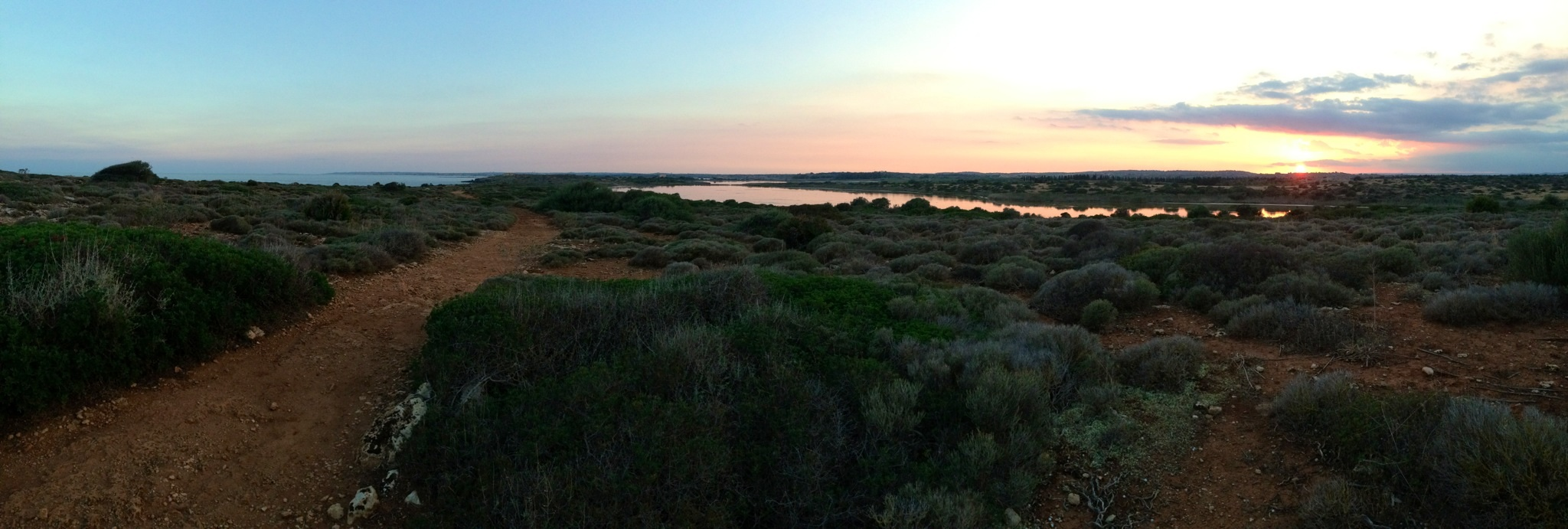
Pantano piccolo al tramonto

  - Ephedra fragilis
  - Pistacia lentiscus
  - Phillyrea angustifolia
  - Clematis cirrhosa
  - Rosmarinus officinalis

## Fauna

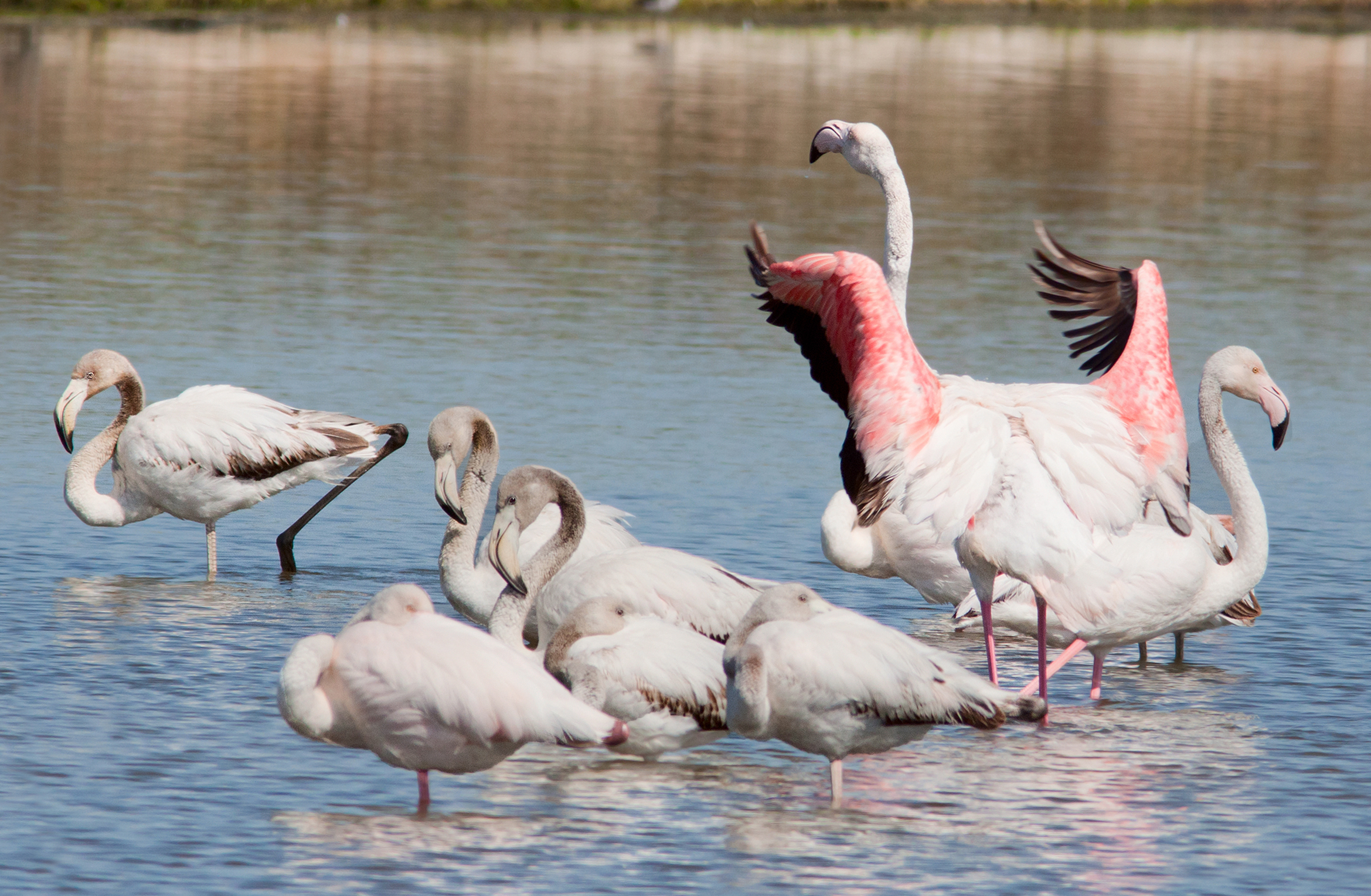
Un gruppo di fenicotteri

Numerose sono le specie di uccelli che sostano a Vendicari: i trampolieri, gli aironi cinerini, le cicogne, i fenicotteri e, inoltre, il germano reale, i gabbiani, i cormorani e il cavaliere d'Italia che sosta qui nel suo viaggio dal deserto del Sahara ai luoghi di nidificazione nel nord Europa. Varie anche le aree di provenienza di questi volatili:
- Russia: anatre, vari limicoli
- Polonia, Ungheria: gabbiani comuni
- Francia: fenicotteri
- Svezia, Finlandia: sterne maggiori
- Ungheria, ex-Jugoslavia: spatole, aironi

Il mese di dicembre è il migliore per l'osservazione degli uccelli (birdwatching)
Oltre agli uccelli, a Vendicari sono presenti anfibi come il rospo smeraldino (Bufotes boulengeri siculus), alofilo e molto più raro del rospo comune (Bufo bufo); tra i rettili è facile incontrare il biacco (Hierophis viridiflavus), un serpente di medie dimensioni, il colubro leopardino (Elaphe situla) e la tartaruga palustre siciliana (Emys trinacris).
Tra i mammiferi presenti si ricordano la volpe, il riccio, l'istrice e il coniglio selvatico.
Tra le specie della ricca entomofauna va segnalata la presenza di due cicindele: Lophyra flexuosa circumflexa e Calomera littoralis nemoralis; questi piccoli coleotteri, in quanto carnivori predatori situati al vertice delle catene alimentari delle comunità di microinvertebrati, dimostrano, già con la loro stessa presenza, la qualità e l'integrità dell'ambiente.
Nel 2018 anche a Vendicari dopo la riserva delle Saline di Priolo sono tornati a nidificare i fenicotteri.

## Monumenti e archeologia

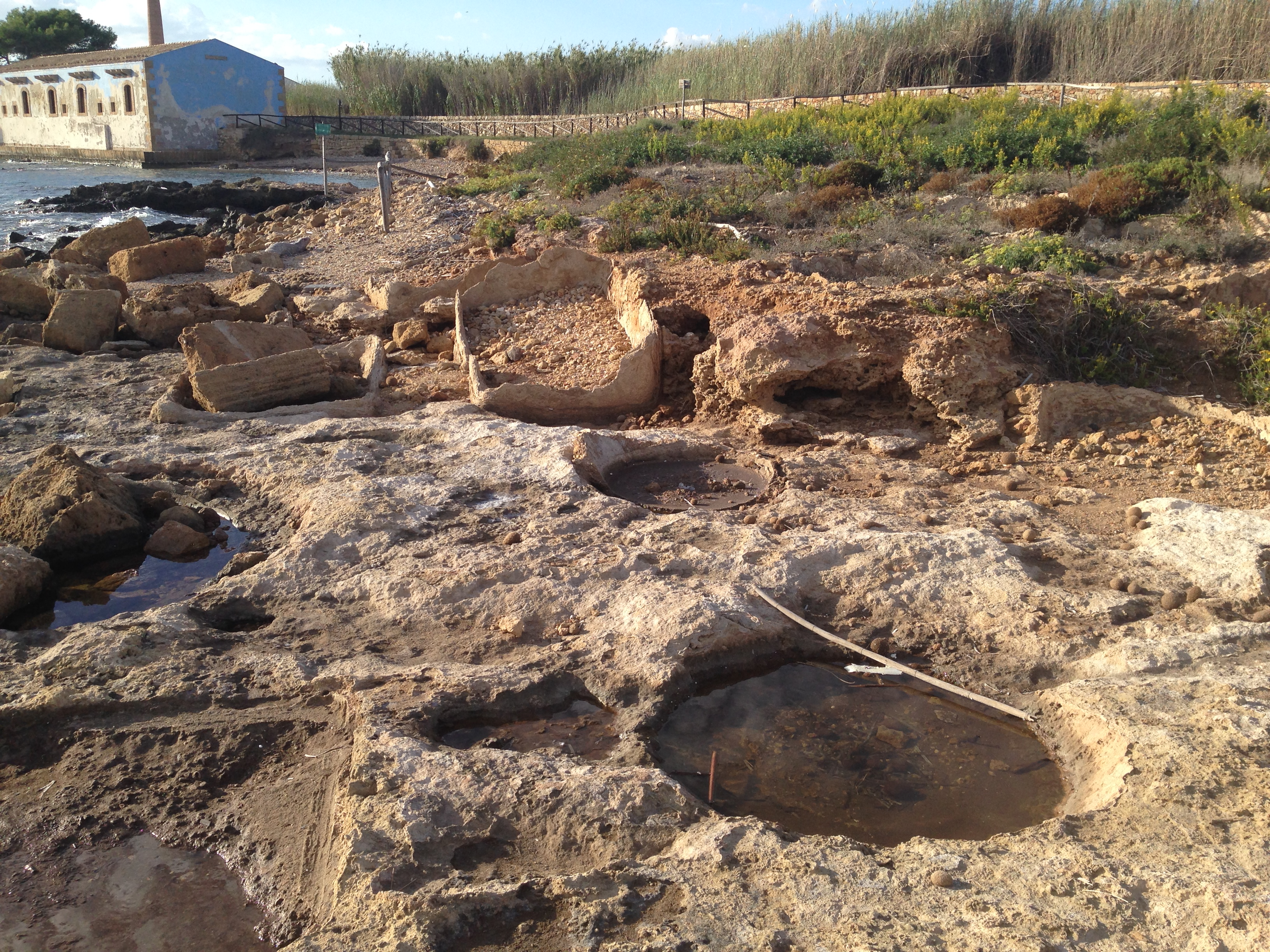
Vasca di epoca ellenistica per la lavorazione del pesce

Per quanto la riserva di Vendicari sia soprattutto famosa come riserva naturalistica all'interno del territorio sono presenti diverse strutture archeologiche di varie epoche.

### Età ellenistica
A sud di Eloro, poco distante dalla spiaggia di Marianelli, sono presenti alcune latomie del V secolo a.C. sicuramente utilizzate dalla antica città greca di Eloro per la costruzione di templi e monumenti.
Poco distante dalla torre sveva, in riva al mare sono presenti delle vasche per la lavorazione del tonno e la produzione del garum, indice di una continuità della tradizione anche nei secoli successivi attraverso lo sviluppo della vicina tonnara.
All'interno della riserva è visibile anche un tratto dell'antica via elorina, strada di collegamento tra la colonia di Eloro e Siracusa.

### Età bizantina

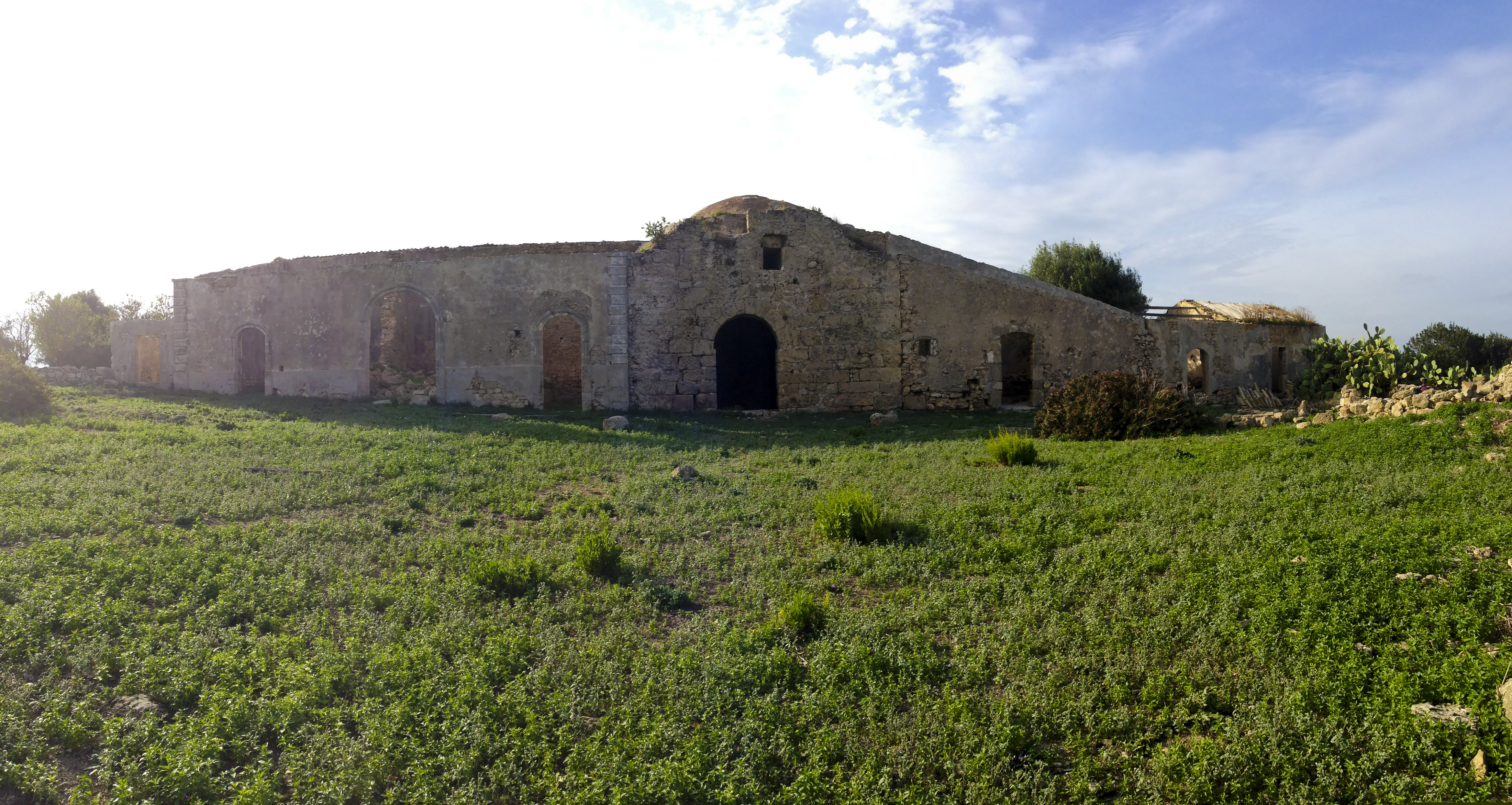
Facciata della Trigona

Nella parte sud della riserva si trova il complesso di eta bizantina (V/VI secolo d.C.) denominato Cittadella dei Maccari. Di questo luogo vi sono diverse testimonianze descritte da Tommaso Fazello e successivamente da Jean-Pierre Houël. Il sito consta di una cuba bizantina: la Trigona che come tutte le chiese di questa epoca presenta una pianta quadrata con tre absidi, una cupola superiore e un'apertura a oriente affinché, secondo tradizione, durante la veglia pasquale la luce della luna piena entrando nell'edificio attraverso l'apertura desse inizio alla Pasqua. 
Tre lati hanno, nella parte interna, antigieniche che formano, all'esterno, delle masse rotonde simili, viste dall'esterno, alla volta di un forno.
L'edificio a tre porte: la principale rivolta ad oriente nell'atto privo di nicchia, le altre due si trovano gli angoli della stessa parete, così come le ho rappresentate.»
(Jean Houël Voyage pittoresque des isles de Sicile, de Malte et de Lipari. (1782-1787))
Poco distante dalla Trigona sono visibili diverse catacombe dello stesso periodo, in buono strato di conservazione con tombe famigliari e singole. Nell'area fu rinvenuta, negli anni 70 del secolo scorso, una lastra tombale con simboli ebraici. L'area inoltre presenta diversi resti di abitazioni, segno che l'area era densamente popolata forse a causa del vicino porto, di cui restano tracce. L'arrivo poi delle continue minacce da parte dei barbari prima e degli arabi poi ha determinato l'abbandono di questi luoghi in favore degli inaccessibili altopiani di Pantalica, dove appunto i bizantini si trasferirono.

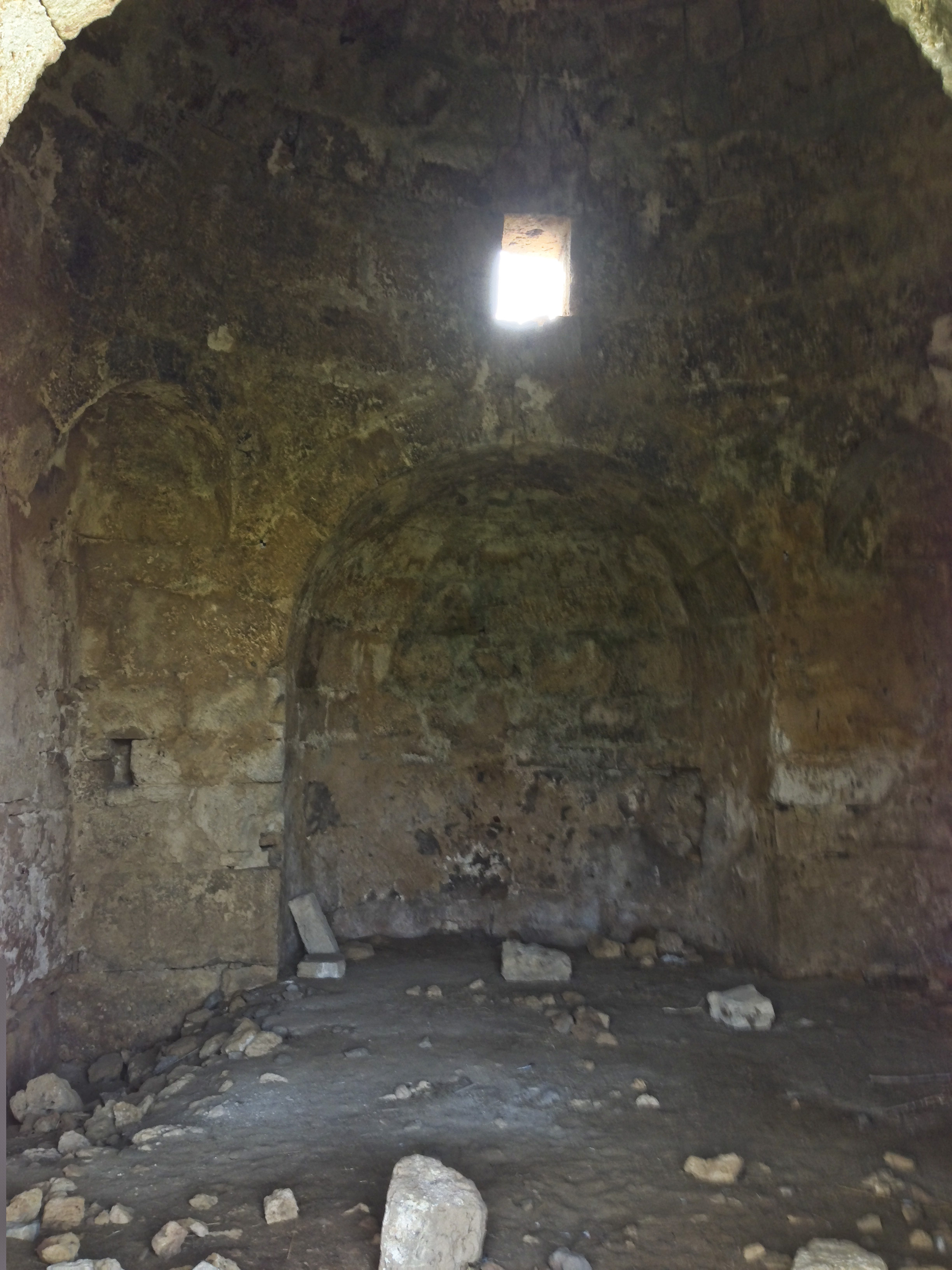
Abside centrale della Trigona
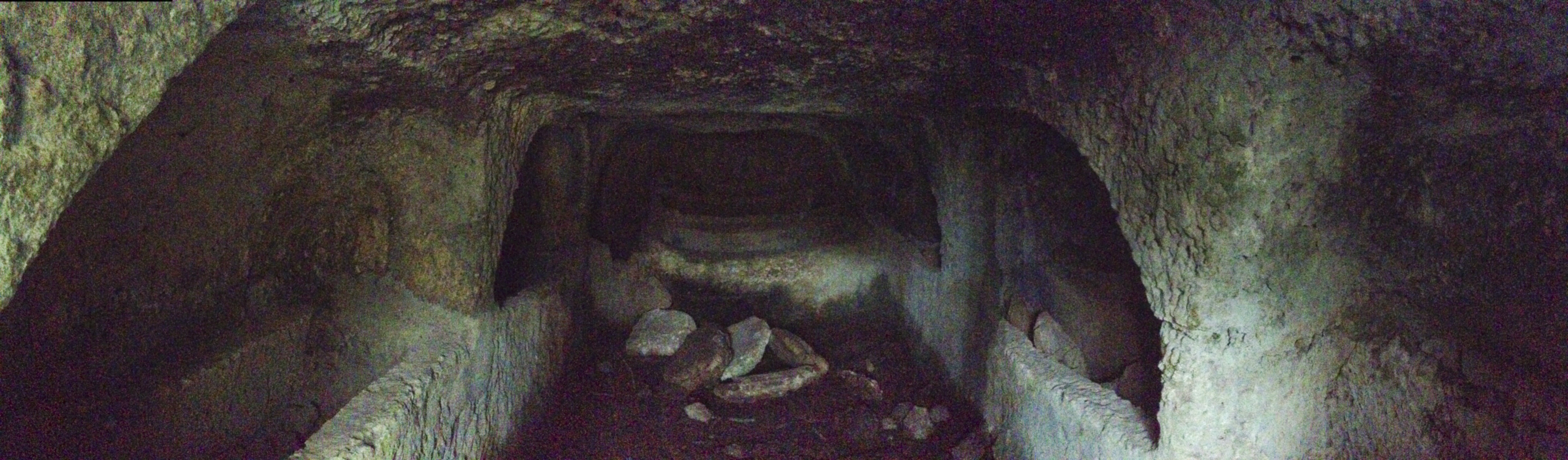
Catacombe bizantine
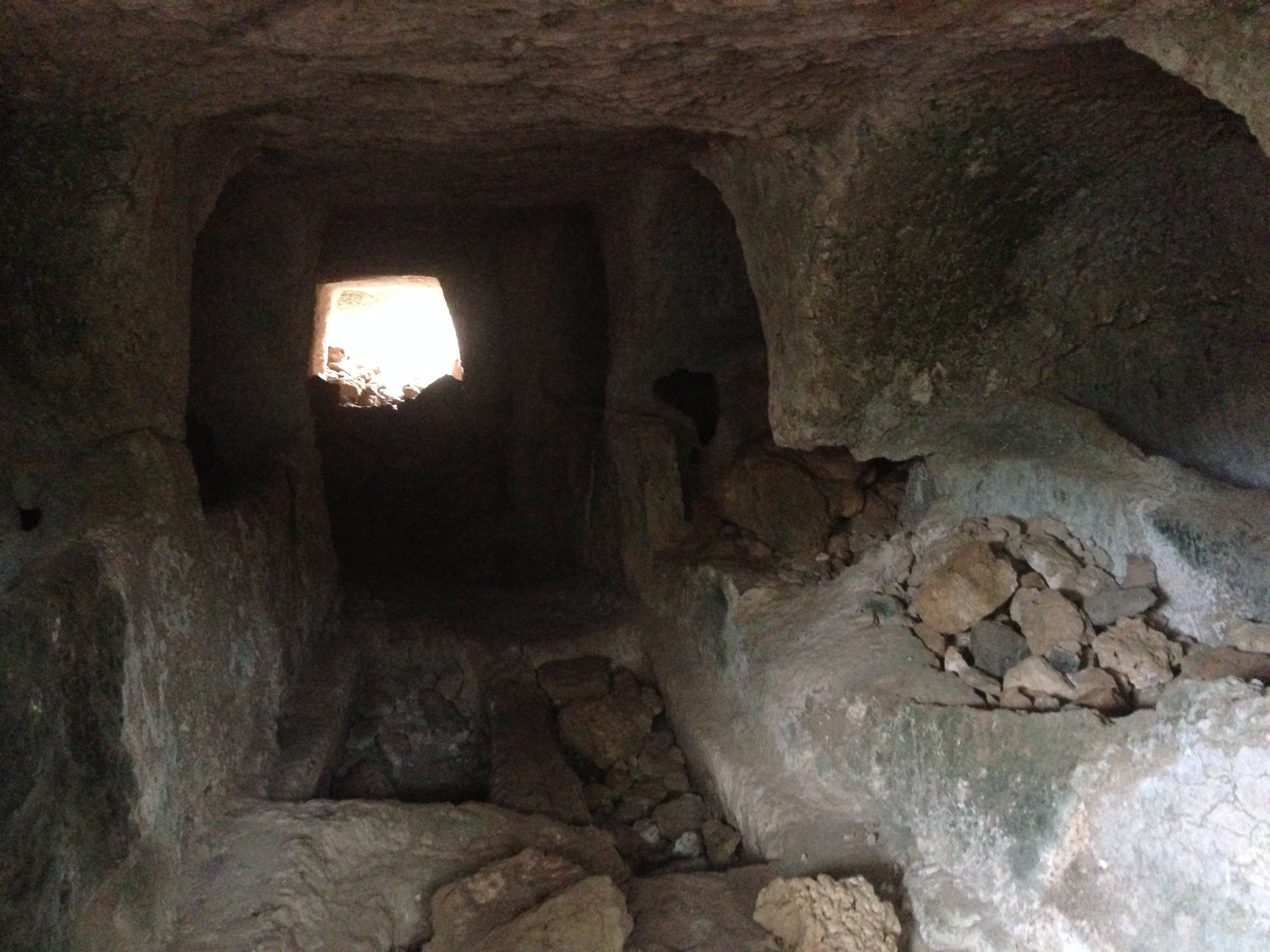
Particolare delle catacombe

### Età medievale

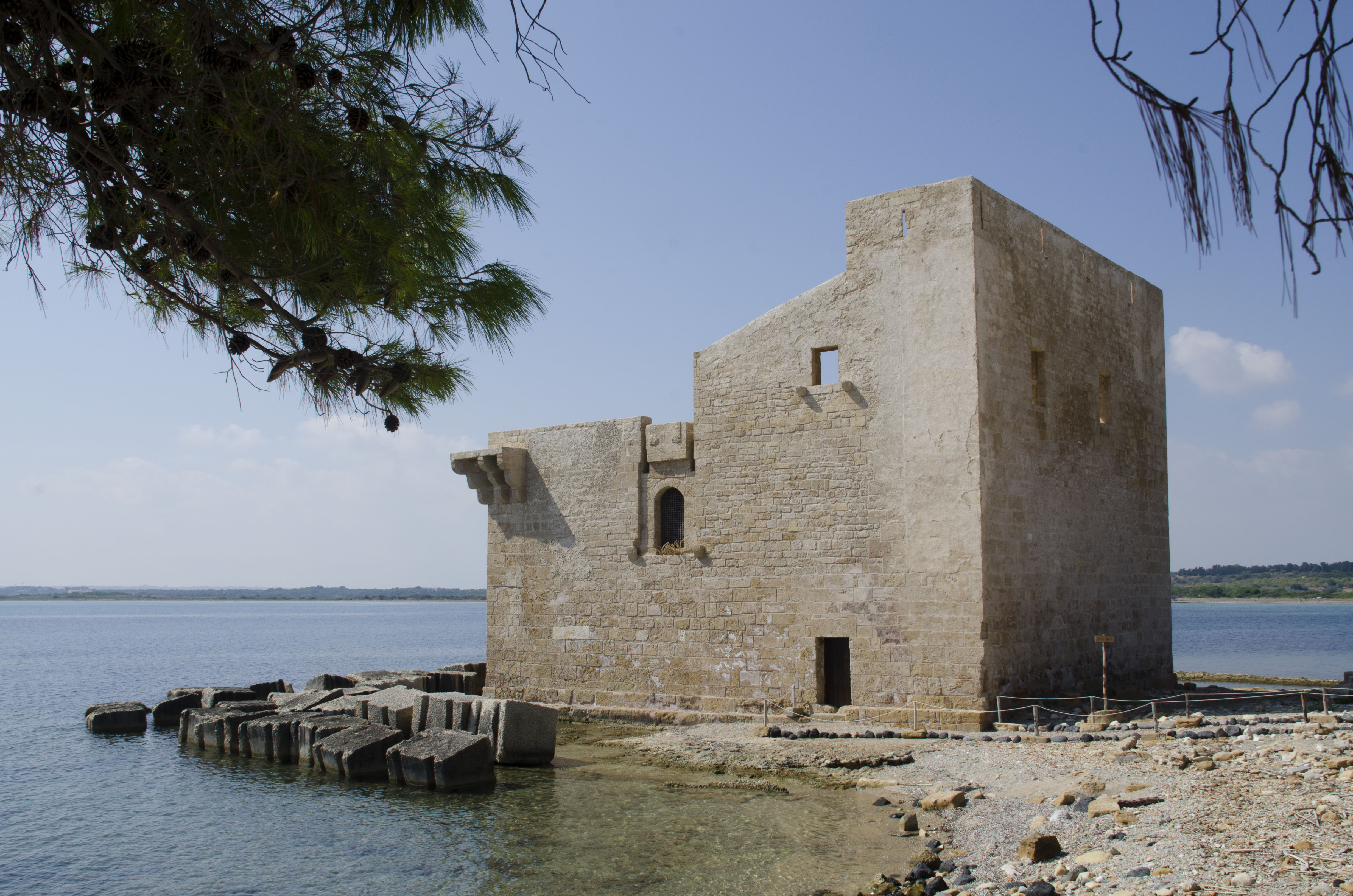
Torre Sveva di Vendicari

La Torre Sveva fu costruita probabilmente da Pietro di Trastámara, conte di Alburquerque e duca di Noto (1406-1438), nonché fratello di Alfonso V d'Aragona, re di Spagna e Sicilia (1416-1458). Dopo un secolo la struttura fu rimaneggiata dal viceré Juan de Vega, facendo assumere alla struttura la forma attuale. La torre veniva utilizzata come punto di vedetta e segnalazione contro le scorribande di navi di pirati ed eventuali attacchi nemici.

### Età moderna

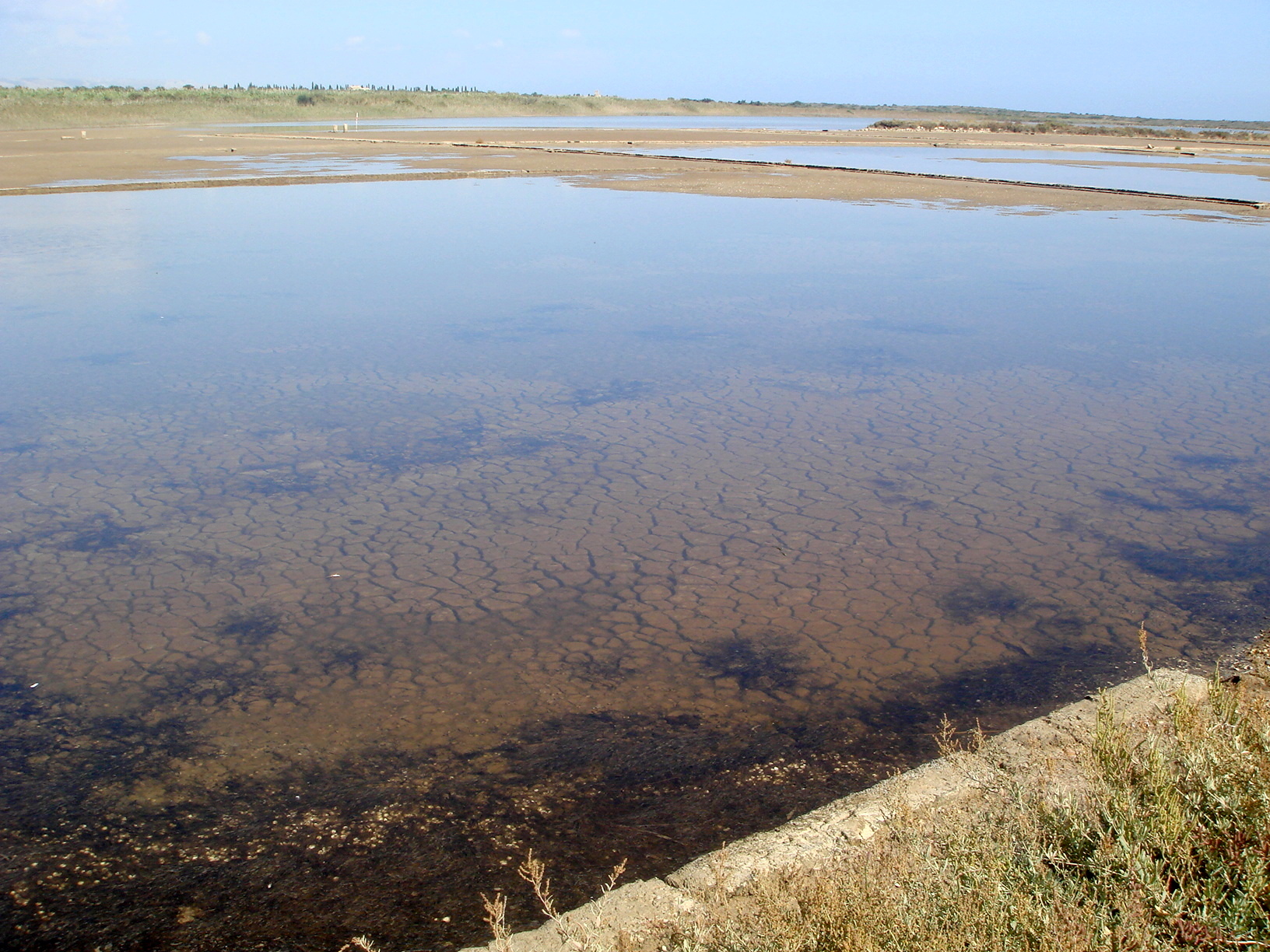
Salina di Vendicari

Le prime informazioni in merito all'esistenza delle saline di Vendicari risalgono al Quattrocento per poi avere ulteriori riscontri dal Fazello in epoche successive. Probabilmente l'area del pantano veniva utilizzata persino in epoca greca, dato che nelle vicinanze vi sono dei resti di vasche per la lavorazione del pesce. Ciò non esclude la produzione di pesce salato e l'utilizzo del sale in loco. Le saline poi hanno affiancato l'attività della tonnara restando in funzione sino al 1951, anno in cui una alluvione aveva procurato parecchi danni alla zona. Quell'evento determinò la chiusura della struttura, dato che la concorrenza di altre saline aveva reso antieconomica l'attività. Oggi le saline vengono utilizzate dagli uccelli come oasi di ristoro e sono una delle più importanti attrattive della riserva.

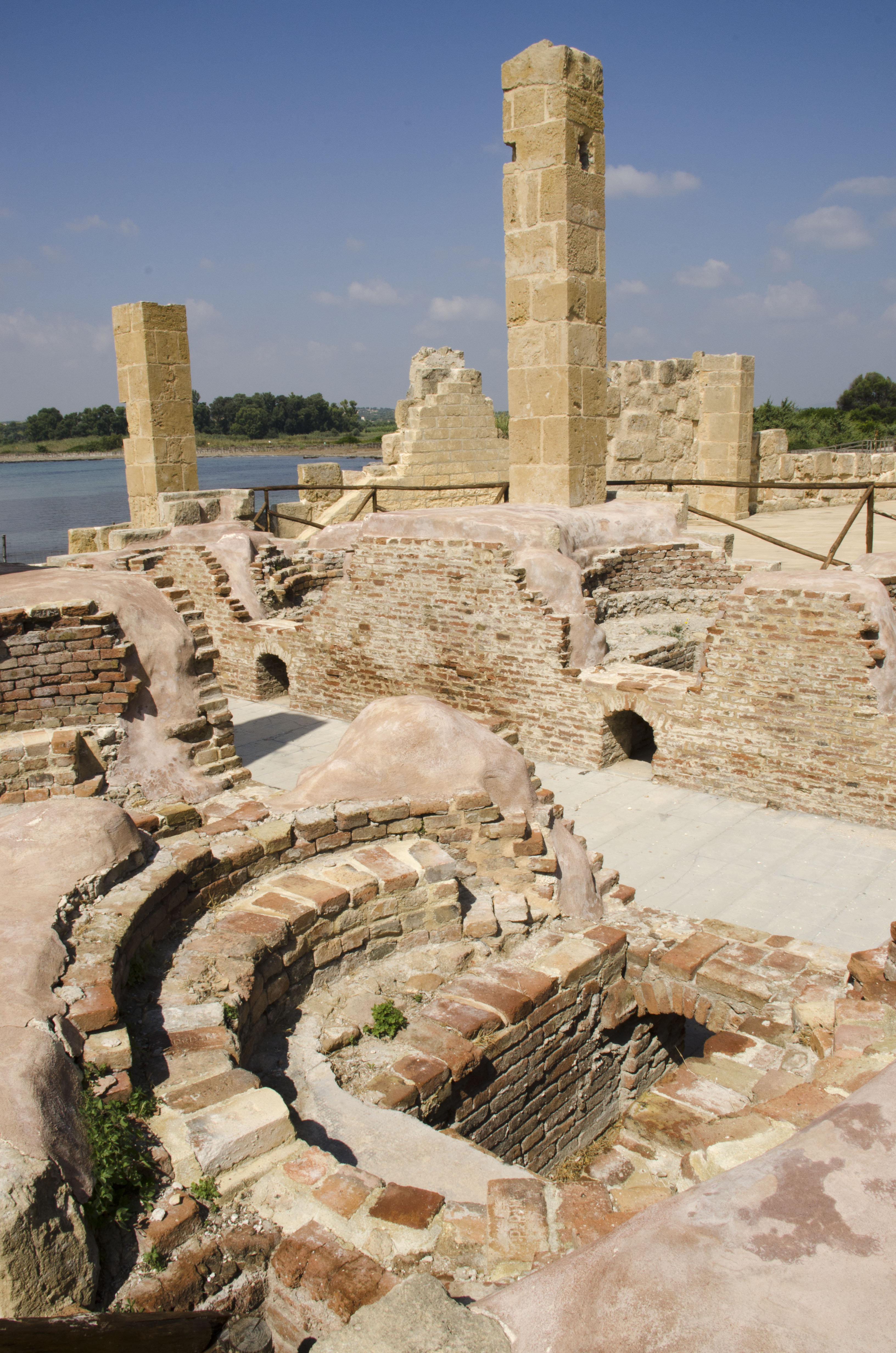
Forni della tonnara

 La costruzione della Tonnara di Vendicari detta anche Bafutu risale al Settecento. L'attività dello stabilimento ha avuto fasi alterne, periodi floridi a periodi di chiusura in base al costo del prodotto e alla concorrenza delle vicine tonnare di Marzamemi, Avola, Noto e Siracusa.
Con provvedimento ufficiale della Capitaneria di Porto di Catania venne chiusa nel 1884 per essere riaperta, dopo una serie di lavori di ristrutturazione nel 1914 grazie al supporto economico del nobiluomo avolese Antonino Modica Munafò. L'attività si sviluppava grazie alla presenza della vicina salina, che permetteva l'estrazione del sale e lo stabilimento vero e proprio dove il tonno veniva cotto nei forni e inscatolato. Il tonno veniva pescato nelle acque antistanti e trasportato nella balata dove veniva tagliato e lavorato. Nel 1943, a seguito dello sbarco degli alleati, ma anche per una scarsa resa economica del commercio dei tonni, lo stabilimento venne chiuso. Oggi rimane una testimonianza dell'antica tradizione siciliana delle tonnare.
Nel 1970 l'Isab (Industria Siciliana Asfalti e Bitumi) del gruppo Cameli, proprietario della più grande flotta petrolifera del tempo, scelse Vendicari per insediarvi una raffineria. Il Comune di Noto, nel cui territorio ricade Vendicari, fu favorevole e l'amministrazione comunale si batté per avere l'impianto, che sarebbe sorto proprio nei pressi della Torre. Alla fine, per la forte opposizione anche a livello europeo, l'Isab insediò la raffineria (poi della Erg e ora della Lukoil a Marina di Melilli, alle porte di Siracusa.

## Influenza culturale
- All'interno della riserva, presso la Torre Sveva, fu girato uno degli episodi della serie Montalbano.
- La riserva è una delle ambientazioni principali del videoclip de Lo stretto necessario delle cantanti catanesi Levante e Carmen Consoli.